# Bercianos de Valverde
Bercianos de Valverde es una localidad española del municipio de Pueblica de Valverde, en la Zamora, y la comunidad autónoma de Castilla y León.

## Ubicación
Se encuentra a 65 km al norte de la ciudad de Zamora y a 26 km de Benavente, en el denominado valle de Valverde, que es recorrido por el arroyo Castrón en su recorrido hacia la confluencia con el Tera. Tiene una superficie de aproximadamente 700 hectáreas y su término limita con al norte con Santa Croya de Tera, al sur con Pueblica de Valverde, al este con Santa María de Valverde y Pueblica de Valverde. Al oeste con Villanueva de las Peras.

## Topónimo
El topónimo Bercianos, muestra una fundación de oriundos de la comarca leonesa de El Bierzo, al igual que otras localidades como Bercianos de Aliste, Bercianos de Vidriales o Bercianos del Páramo.

## Historia
En la Edad Media, el territorio en el que se asienta la localidad quedó integrado en el Reino de León, cuyos monarcas emprendieron la fundación del pueblo con gentes procedentes de El Bierzo, hecho debido al cual dieron a la localidad el nombre del gentilicio de su comarca de origen.
Posteriormente, en la Edad Moderna, Bercianos fue una de las localidades que se integraron en la provincia de las Tierras del Conde de Benavente y dentro de esta en la Merindad de Valverde y la receptoría de Benavente. No obstante, al reestructurarse las provincias y crearse las actuales en 1833, la localidad pasó a formar parte de la provincia de Zamora, dentro de la Región Leonesa.

## Patrimonio
En cuanto a monumentos, destaca su iglesia, en cuyo interior alberga el retablo mayor con cuatro columnas salomónicas. La pila bautismal es una bella pieza gótica tallada en arenisca.

## Fiestas
Bercianos de Valverde, conmemora la festividad de San Pelayo, el 26 de junio, y Virgen del Rosario, el 2 de octubre.